# ネジキ
ネジキ（捻木・捩木、学名: Lyonia ovalifolia var. elliptica）とは、ツツジ科ネジキ属の落葉低木もしくは落葉小高木。別名、カシオミノ、カシオシミ。有毒植物としても知られている。

## 名称
和名の由来は、幹がねじれることから、あるいは樹皮の縦裂けがねじれることから名付けられている。冬芽も枝も赤く美しいので、アカメや「塗り箸」ともよばれる。

## 分布・生育地
本州（岩手県以西）、四国、九州の低山から山地にまで分布する。山地の尾根などでよく見られ、比較的日当たりのよいところに生じ、森林にギャップができたところなどに多い。西日本の酸性の強い地域では数多く見られる場合がある。

## 特徴
落葉広葉樹の低木または小高木で、高さは5 - 9メートル (m) 。直立する幹は薄い褐色の樹皮に覆われ、縦の裂け目がらせん状にねじれる。樹皮は縦に細長く薄くはがれる。新しい若枝は赤みを帯び、ツヤがある。ただし、日陰側の小枝は緑色のことがある。葉のつく枝は往々にして水平に伸び、互生の葉は左右に広がる傾向がある。
葉は黄緑色で薄いがやや堅く、卵形か長卵形、先端が少し突きだし(鋭尖頭)、縁は鋸歯がなく全縁である。葉は有毒成分を含み、裏面の基部近くには白色の毛が生える。秋には紅葉し、濃い橙色から赤色に染まり、色が濁りやすい傾向がある。
花期は6月。前年の枝から横枝として総状花序を出す。花序の軸はほぼ水平に伸び、等間隔で下向きに白いつぼ形の花を多数咲かせる。果実は上を向いてつく。
冬芽は赤色でほぼ無毛、卵形で芽鱗2枚に包まれている。葉痕は半円形で、維管束痕が1個つく。

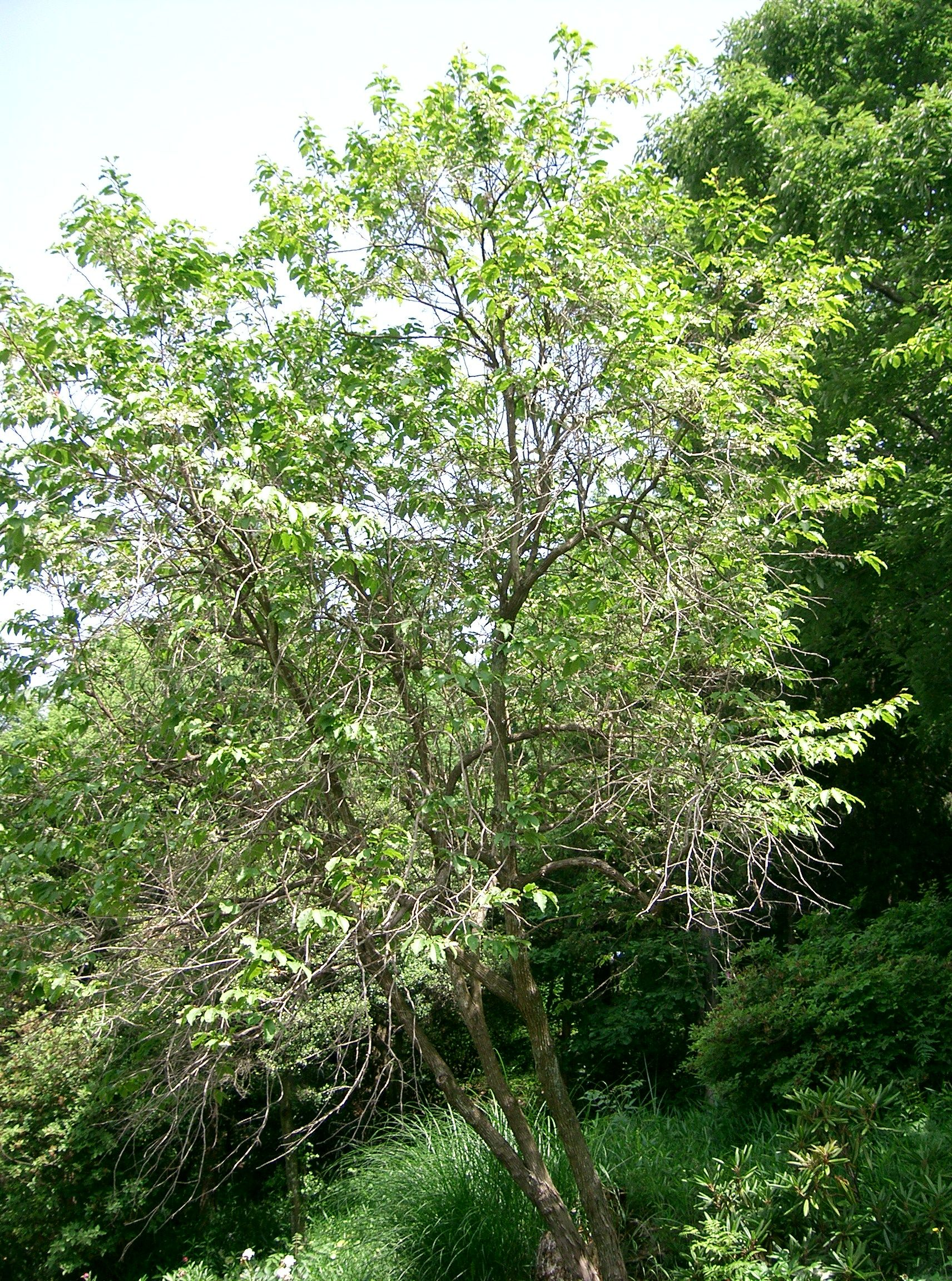
樹形
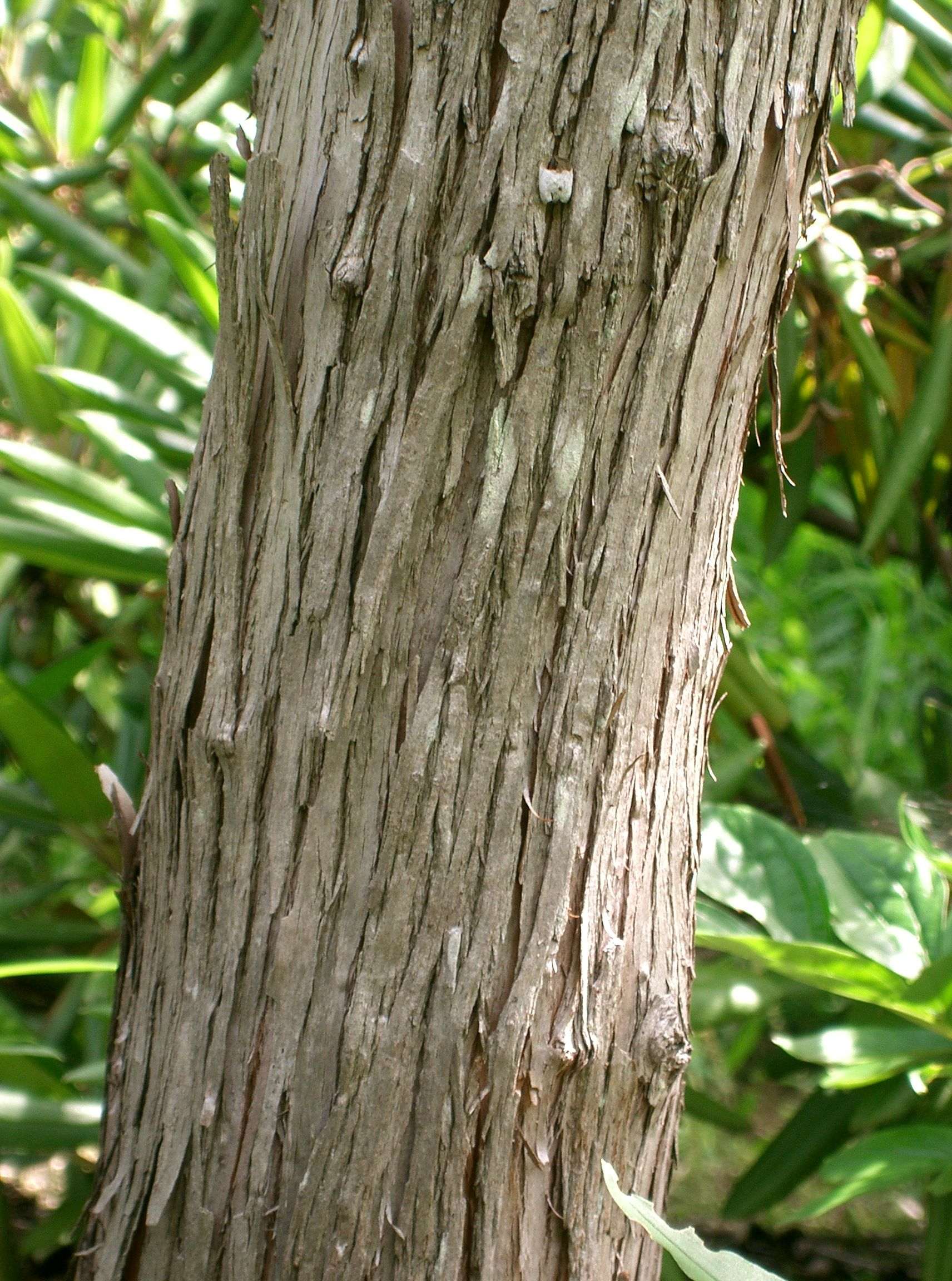
樹皮
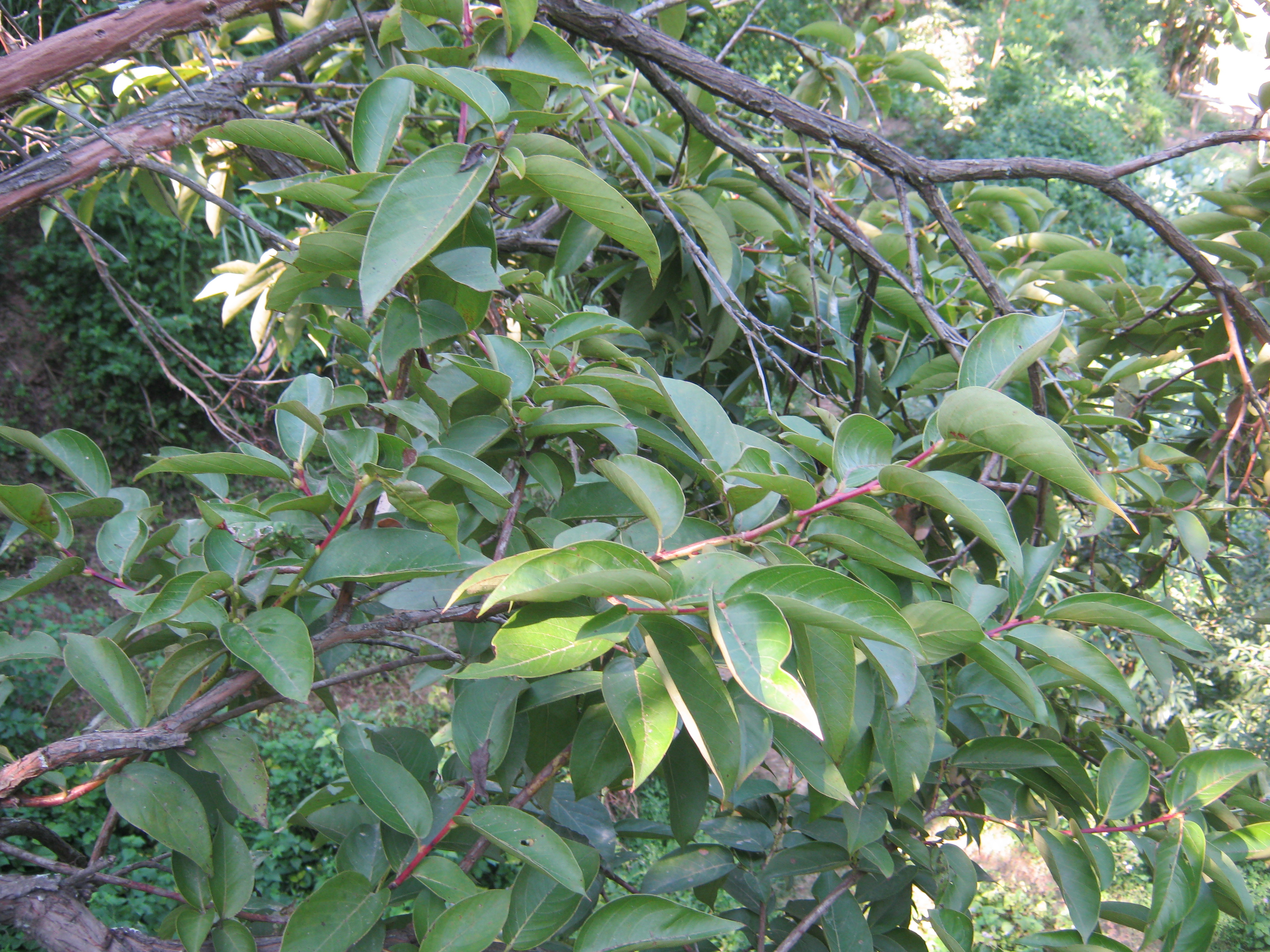
葉
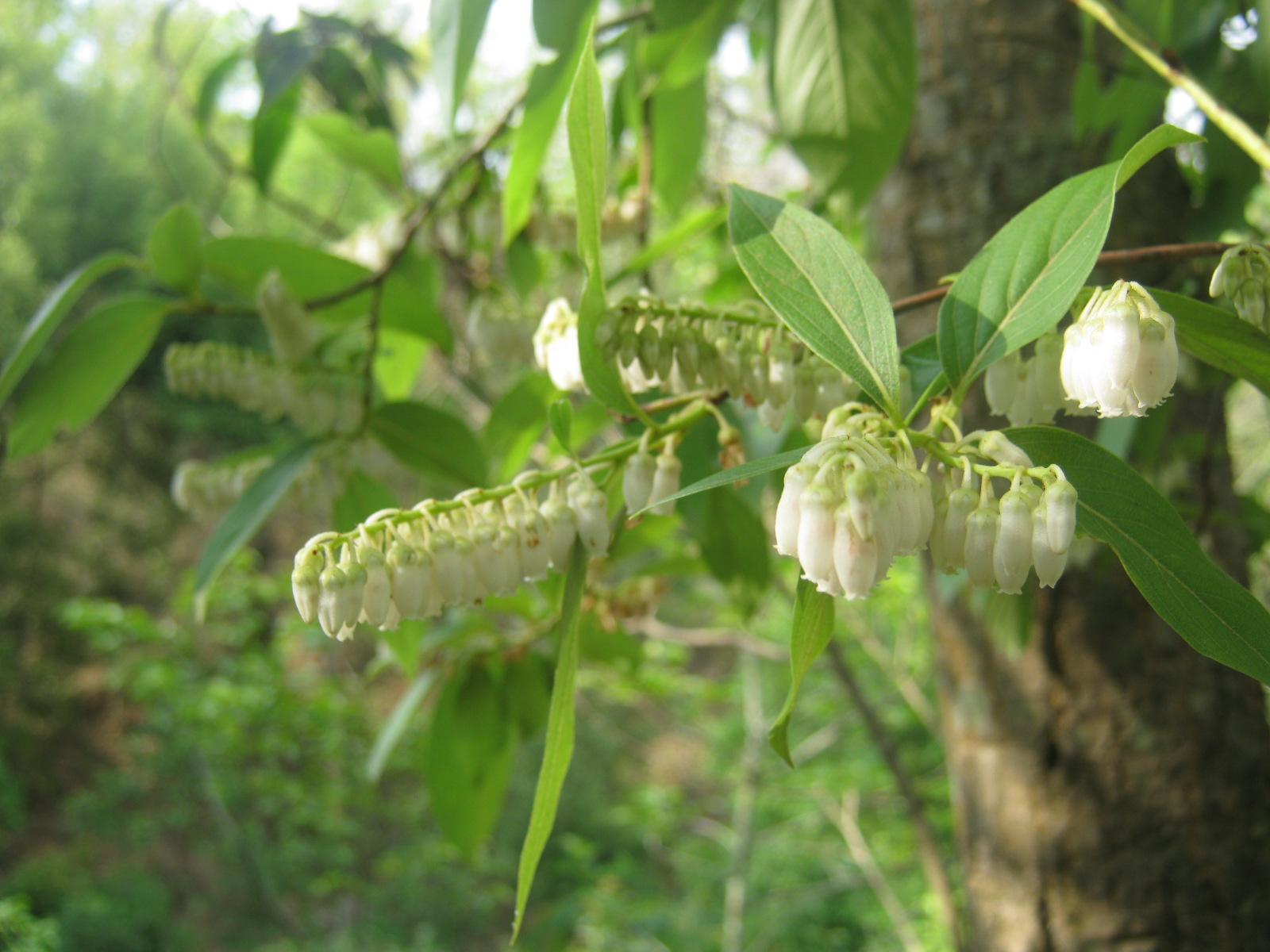
花
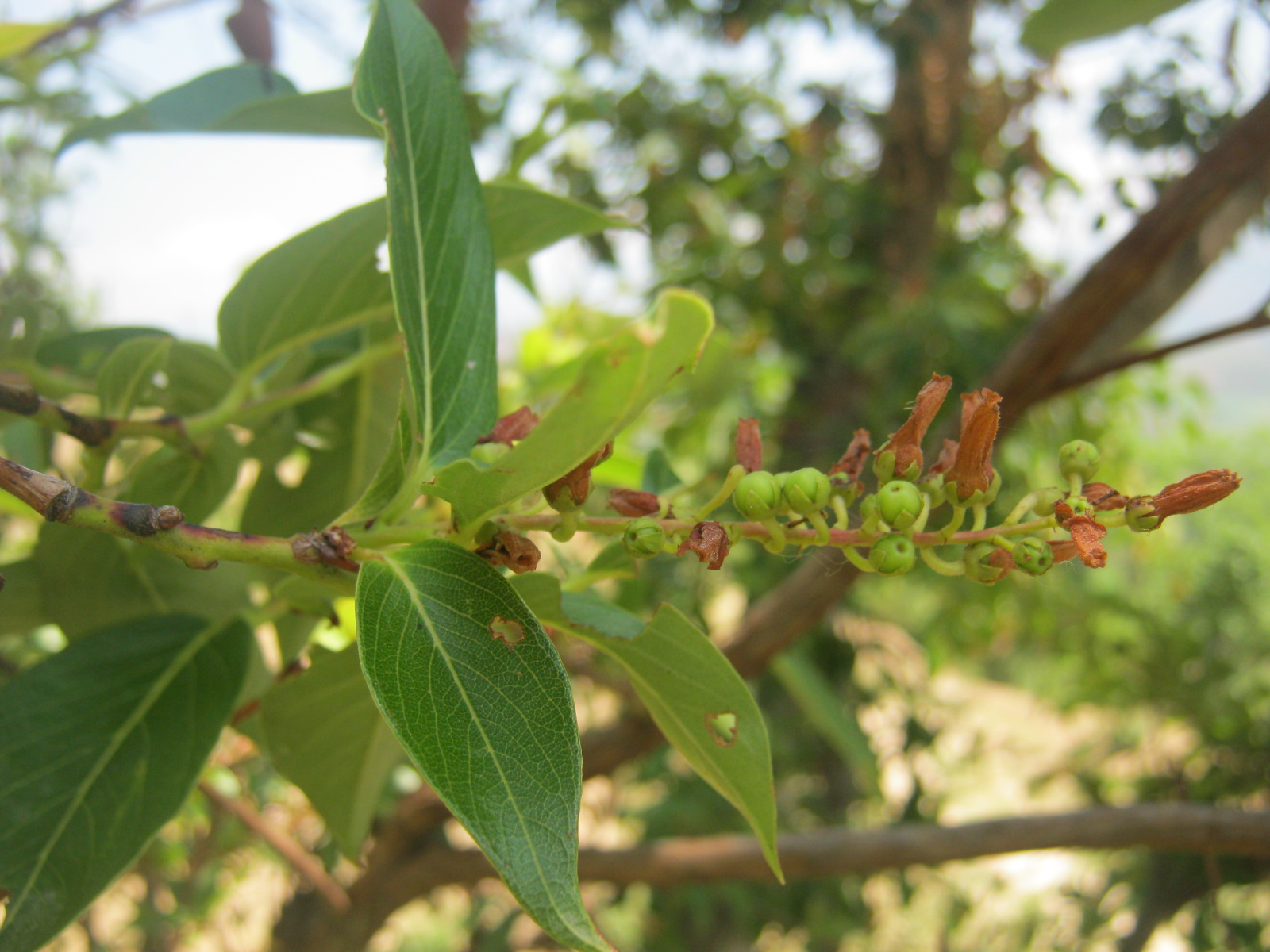
果実

## 利用
庭園樹として栽培されることがある。材は細工物に使い、この木の炭で漆器を磨く。冬の小枝が赤色で美しいので、冬の花材にされる。
近縁種であるアセビなどと同様有毒植物であり、テルペノイドのグラヤノトキシン(grayanotoxin)I～IIIなどを含む。かつて、中国地方では「霧酔病」といわれる牛や馬の原因不明の疾病が流行ったが、應用獸醫學雑誌（1939年）から山井(1939)によってネジキを食べたことによる中毒であると発表された。しかしこの発表は実情と合っていないなど、ネジキによる中毒と霧酔病の関連に否定的な意見が日本獣医師会雑誌（1953年）から蒲地(1953)によって指摘された。